# Башта Криско
Башта Криско (інакше — Башта Христа) — пам'ятка середньовічної оборонної архітектури у південно-східній частині міста Феодосії. Частина Генуезької фортеці, споруджена в 1348 році.
У Феодосійському краєзнавчому музеї демонструється заставна плита башти Криско, на якій є такий напис: «Початок свій отримала, заснована під заступництвом Ісуса. Вона всім злим на погибель, а Всевишньому на славу. Консулом був тоді Ерміріо по імені Мондіні, яким воістину керував Христос. Так охороняє Бог цю вежу, під ім'ям якого вона буде завжди безпечна, ти ж зараз прославляй Його». Тож «Криско» — це дещо спотворена назва башти.
У генуезьких джерелах говориться, що на вежі Христа було встановлено годинник — рідкісний в ті часи механізм, справну роботу якого забезпечував спеціально закріплений за ним майстер. Годинник охороняли чотири вартові, зобов'язані відбивати час дзвоном. Надбрамне приміщення, як найбільш просторе порівняно з більшістю інших фортифікаційних споруд, дійсно здається підходящим місцем для розміщення подібного громіздкого пристрою і обслуговуючого його персоналу. Однак дзвін мав би розташовуватися, на відміну від годинника, на відкритому майданчику. Можливо, він перебував на верхньому поверсі тристінної вежі, традиційно званої іменем Христа.